# Jeff Bradley
Jeff Bradley (* 29. Mai 1961 in Davenport, Alabama) ist ein ehemaliger US-amerikanischer Radrennfahrer und nationaler Meister im Radsport.

## Sportliche Laufbahn
1978 gewann er die nationale Meisterschaft im Straßenrennen der Junioren vor Greg LeMond. Daraufhin wurde er für die Teilnahme an den UCI-Straßen-Weltmeisterschaften der Junioren nominiert. Dort gewann er die Bronzemedaille im Mannschaftszeitfahren. Ein Jahr später gewann er erneut Bronze (mit Greg LeMond, Andrew Hampsten und Mark Frise) und wurde Vierter im Einzelrennen. 
1983 nahm er als Mitglied der Nationalmannschaft an der Internationalen Friedensfahrt teil, er wurde als 33. der Gesamtwertung klassiert. 1980 wurde er beim Sieg von Dale Stetina Dritter der nationalen Meisterschaft im Straßenrennen, ein Jahr später wurde er erneut Dritter hinter Tom Broznowski. Er wurde nationaler Meister im Mannschaftszeitfahren. 
Von 1985 bis 1989 startete er als Berufsfahrer. Von 1984 bis 1986 konnte er in jedem Jahr eine Etappe der Texas-Rundfahrt gewinnen. 1987 siegte er in der Tour of Michigan und bestritt die Tour de France. Auf der 11. Etappe der Tour musste er das Rennen aufgeben.